# Чернігівщина (УНР)
Чернігівщина — земля Української Народної Республіки. Адміністративно-територіальна одиниця найвищого рівня. Земський центр — місто Чернігів Заснована 6 березня 1918 року згідно з Законом «Про адміністративно-територіальний поділ України», що був ухвалений Українською Центральною Радою. Скасована 29 квітня 1918 року гетьманом України Павлом Скоропадським, що повернув старий губернський поділ часів Російської імперії.

## Опис
До землі мали увійти Чернігівський повіт, Городнянський повіт, Остерський повіт, Сосницький повіт, частини Козелецького, Ніжинського та Борзенського повітів Чернігівської губернії.